# Bryoerythrophyllum inaequalifolium
Bryoerythrophyllum inaequalifolium là một loài Rêu trong họ Pottiaceae. Loài này được (Taylor) R.H. Zander mô tả khoa học đầu tiên năm 1980.